# Aura (alternativmedicin)

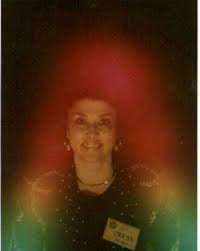
Aurafotografi.

Denna artikel handlar om det teosofiska och alternativmedicinska begreppet aura. Se också Aura (olika betydelser).
Aura är en sorts energifält som teosofin och alternativmedicinen anser finns runt allt levande, och ibland även födoämnen och vatten. Eventuellt kommer begreppet ursprungligen från den äldre teosofins begrepp astralkropp.[källa behövs]
Den beskrevs i två av teosofins ordböcker, The Theosophical Glossary från 1892 som brukar attribueras grundaren av teosofin, Helena Blavatsky, postumt och i Encyclopedic Theosophical Glossary av teosofiledaren Gottfried de Purucker på 1930-talet, som "En subtil, osynlig substans eller ett fluidum som emanerar från människo- och djurkroppar och även från ting."
I början av 1900-talet menade spiritualister att de vid seanser kunde se deltagarnas auror som ett ljusfenomen runt deras kroppar, senare har personer inom spiritualismen och andra mediala påstått att de kan se auran även i dagsljus. I Encyclopedic Theosophical Glossary är det också tillagt att den kan ses av klärvoajanta och att alla människor påverkar, och påverkas av, auran. Där beskrivs också att auran kan ha olika färger.
I slutet av 1930-talet upptäckte den ryske elektronikingenjören Semjon Davidovitj Kirlian att föremål som utsattes för högfrekvent spänning och var placerade på fotografisk film så avbildades ett ljusfenomen runt och alldeles nära föremålen på filmen. Han tolkade det som att det var auran som avbildades. Han presenterade metoden i slutet av 1950-talet och den kallas kirlianfotografering efter honom. På 1960-talet och 1970-talet började västvärldens New Age-kultur att intressera sig för kirlianfotografering. Senare kom enklare metoder, genom att en person placerar en eller två händer på plattor, och möjligen baserat på potentialskillnader i händerna eller möjligen genom spänningssätta händerna och ha sensorer/elektroder runt personen, så påstås en avbildning av auran kunna presenteras på ett fotografi eller digital bild av personen. På sådana aurafotografier, som också ibland kallas kirlianfotografier, har auran stor utbredning och olika färger. Färgerna och lystern påstås kunna visa saker som personens hälsotillstånd men även om personlighet och framtid. Sådana bilder skapas, säljs och analyseras av mediala personer, spiritualister och spådamer.